# Xã Union, Quận Dodge, Nebraska
Xã Union (tiếng Anh: Union Township) là một xã thuộc quận Dodge, tiểu bang Nebraska, Hoa Kỳ. Năm 2010, dân số của xã này là 253 người.